# John Allen Clements
John Allen Clements (* 16. März 1923 in Auburn, New York; † 3. September 2024) war ein US-amerikanischer Mediziner, der sich vor allem mit der Lungenfunktion und Surfactants beschäftigte.

## Leben
John Clements studierte ab 1944 Medizin an der Cornell University mit dem M.D.-Abschluss 1947. Danach war er dort bis 1949 Research Assistant in Physiologie bei Eugene DuBois; von 1951 bis 1962 forschte er über Lungenphysiologie am Army Chemical Center in Maryland. Während dieser Zeit war er auch an der University of Pennsylvania (Research associate in physiology), Lecturer an der Johns Hopkins University (1955 bis 1961) und Consultant des Baltimore City Hospital. Ab 1961 war er an der University of California, San Francisco, wo er ab 1964 Professor für Pädiatrie und American Heart Association Career Investigator war. Ab 1987 wechselte er auf eine Professur für Lungenbiologie (Julius H. Comroe Jr. Professor of Pulmonary Biology).
Clements studierte Surfactants ab Anfang der 1950er-Jahre, deren physikalisch-chemische Eigenschaften insbesondere zur Lungenstabilisierung er erforschte. Er entwickelte auch einen einfachen Test, der bei Föten die Präsenz von Surfactants nachweisen konnte (foam test). Ein Fehlen dieser Substanz in der Lunge führt zum Atemnotsyndrom des Neugeborenen (Blue Baby Syndrome). Er entwickelte auch einen künstlichen Surfactant mit Burroughs Wellcome (Exosurf) für die Behandlung Neugeborener mit Atemnotsyndrom.
1975 erhielt er den Howard Taylor Ricketts Award, 1994 den Lasker~DeBakey Clinical Medical Research Award, 1995 den Warren Alpert Foundation Prize und 1983 den Gairdner Foundation International Award. Er war Mitglied der National Academy of Sciences (1974), der New York Academy of Sciences, der American Academy of Arts and Sciences (2002) sowie Fellow des Royal College of Physicians und der American Association for the Advancement of Science. Er war Ehrendoktor der University of Manitoba (1993, D. Sc.), der Universität Bern und der Universität Marburg.
Clements war seit 1949 verheiratet und hatte zwei Töchter. Er war Amateurpianist.